# Efeito Kirkendall
O efeito Kirkendall é a migração de marcadores que ocorre quando marcadores são colocados na interface entre uma liga e um metal, e o corpo inteiro é aquecido até uma temperatura onde difusão é possível; os marcadores irão mover-se para a região da liga. Por exemplo, usando molibdênio como um marcador entre cobre e latão (uma liga cobre-zinco), átomos de molibdênio migrarão para o latão. Isto é explicado por supor-se que o zinco difunde-se mais rapidamente que o cobre, e então difunde-se para fora da liga pelo seu gradiente de potencial químico. Tal processo é impossível se a difusão é por troca direta de átomos.